# Взрив в кулата на линкора „Айова“ (1989)
Взривът в кулата на американския линкор „Айова“ (USS Iowa, BB-61) се случва по време на учебни стрелби в помещението на централното 16-дюймово оръдие на кула № 2 на 19 април 1989 г.
В резултат загиват 47 души от екипажа на кораба, кулата получава сериозни повреди. По този повод са предприети две разследвания, едно от ВМС на САЩ, другото – от Сметната палата на САЩ и изследователската организация на министерството на енергетиката на САЩ Sandia National Laboratories. Разследванията водят до противоречиви резултати.
Първото разследване на причините на взрива, проведено от флота, стига до извода, че взривът е организиран от един от членовете на екипажа на кулата – Клейтън Хартуиг, който загива при взрива. В хода на разследването има многобройни изтичания на информация в СМИ (по-късно приписани на офицери от флота и следователи), съгласно които Хартуиг и друг матрос, Кендъл Труит, са се намирали в хомосексуална отношения и Хартуиг е устроил взрива, след като отношенията им се влошават. В доклада си флотът заключава, че няма доказателства за това, че Хартуиг е хомосексуалист, но има свидетелства, че има склонност към самоубийство и е устроил взрива, използвайки електронно или химическо устройство.
Роднини на пострадалите, средства за масова информация и членове на Конгреса подлагат изводите на флота на рязка критика. Комисиите на Камарата на представителите на САЩ и Сената по въоръжените сили провеждат слушания, свързани с разследването на действията на следствието на флота и по-късно публикуват доклади, в които изводите на флота са подложени на съмнение. Изказана е версия, че взривът е следствие на експерименти по стрелба с усилени барутни заряди, които се провеждат от старши офицери на кораба. Sandia National Laboratories отделя екип специалисти, за да окаже техническо съдействие на Сметната палата.
В своя обзор „Сандия“ установява, че барутните картузи, поставени в оръдието, са пренатъпкани и това може да е предизвикало взрива. Последващата проверка на сценария с пренатъпкването от специалисти на флота показва, че пренатъпкването може да предизвика взрив в казенника на оръдието. Специалистите на „Сандия“ също установяват, че веществените доказателства не поддържат теорията на флота за това, че взривът е предизвикан от електронен или химически детонатор.
Във връзка с новите открития флотът, с помощта на „Сандия“, възобновява разследването. През август 1991 г. „Сандия“ и Сметната палата съставят свои доклади. В тях като предполагаема причина за взрива е посочено претоварване на казенника на 16-дюймовото оръдие с картузи. Флотът изразява несъгласие с мнението на „Сандия“ и заключава, че причината за взрива не може да бъде определена. Флотът изразява съболезнования на семейството на Хартуиг и закрива разследването.

## Предистория

### Завръщането в строй
Строителството на линкора „Айова“ започва през 1938 г. Съгласно акта Уинсън (на английски: Naval Act of 1938) „Айова“ трябва да стане лидер на линкорите от дадения тип. Корабът е спуснат на вода на 27 август 1942 г., влиза в строй на 22 февруари 1943 г. Артилерията на главния му калибър е съставена от девет 16-дюймови (406,4-мм) оръдия в три триоръдейни кули.
„Айова“ участва във Втората световна война и в Корейската война. На 24 декември 1958 г. е изваден от състава на флота и влиза в състава на Атлантическия резервен флот, пребивавайки във филаделфийската корабостроителница до 1983 г. През същата година линкорът е изпратен в корабостроителницата на компанията Avondale Shipyards близо до Ню Орлиънс, щата Луизиана, където е подложен на модернизация съгласно плана на президента Рейгън „Флот от 600 кораба“. Под ръководството на капитан Джералд Никоу корабът отново е въведен в строя на 28 април 1984 г., с година по-рано от планирания срок. Поради изпреварването на срока много от необходимите ремонти на машините и оръдията не са завършени, Бюрото по инспекции и надзор на флота (на английски: US Navy Board of Inspection and Survey) не провежда обследване на кораба.
Две години по-късно, на 17 март 1986 г., Бюрото провежда инспекция под ръководството на контраадмирал Джон Д. Балкли (на английски: John D. Bulkeley). Корабът не издържа на проверката. Комисията констатира множество недостатъци, в т.ч. неспособност на линкора да достигне скорост от 33 възела (61 км/ч) на режим на пълна мощност на машините. Сред другите проблеми е отбелязан теч на работна течност от хидравличните механизми на всичките три кули (55 амер. галона или 210 л от всяка кула ежеседмично). От всички оръдия не е премахнат космолина (антикорозионна смазка). Трюмните тръбопроводи се намират в неудовлетворително състояние, има чести къси съединения в електромрежата и повреди на помпите, върху паровите тръбопроводи за високото налягане са оставени кръпки от меки материали, клапаните на противопожарната система не действат. Адмирал Балкли лично препоръчва на ръководителя на военноморските операции адмирал Джеймс Уоткинс и военноморския министър Джон Леман незабавно да отстранят линкора от носенето на служба. Леман, който е поддръжни на разконсервирането на „Айовите“, не сваля кораба от служба, но поръчва на командването на Атлантическия флот да отстрани неизправностите.
Месец след края на проверката „Айова“ се проваля на изпитанията на силовата установка. Атестацията е получена едва след втория опит. През юли 1987 г. командир на кораба става Лари Сикуист (Larry Seaquist). След носене на служба в Персийския залив линкорът, на 10 март 1988 г., се връща в Норфолк за обслужване. На 23 май Сикуист на поста командир на „Айова“ е сменен от капитан 1-ви ранг Фред Мусали.

### Обучение на комендорите и експерименти
Седмица след своето назначение Мусали и неговия помощник Майк Фахи отменят плана за отделянето на 1 млн долара за ремонт на главните оръдейни кули на „Айова“, който включва ремонт на куполното осветление, електромрежите, подемниците за барут и хидравличните системи (отбелязани са 75 неизправности). Вместо това средствата са насочени за основен ремонт на двигателната установка. През август 1988 г. „Айова“ пристъпва към ходови изпитания в Чесапийкския залив и през октомври започва подготовката за повишаване на квалификацията във водите на Флорида и Пуерто Рико
.
В периода от септември 1988 г. до януари 1989 г. моряците на борда на „Айова“ преминават през кратка тренировка на главните оръдия поради продължаващите сериозни проблеми с обслужването на турелите на главните оръдия. Съгласно показанията на енсина Дан Мейер, офицер от първа кула, бойният дух и оперативната готовност на екипажа на кулата са силно намалени.
През януари 1989 г. главният контрольор на огъня, мастър-чифът Стивън Скели и офицерът оръжейник, командер Кенет Майкъл Костиган, убеждават капитана Мусали да им позволи да експериментират с увеличаването на далекобойността на оръдията, използвайки „суперзаредените“ картузи и специално разработените за тях снаряди. Мусали погрешно счита, че високопоставени офицери от Управлението по разработка на морски системи за ВМФ (Naval Sea Systems Command, NAVSEA) са одобрили експериментите. Всъщност разрешение за провеждането на експериментите е дадено от чиновника средно ниво на NAVSEA Джон Макекран, който не е упълномощен за това. Макекран скрива от ръководството си своето одобрение за провеждането на експериментите.
Някои от офицерите и матросите от екипажа на кулите на главните оръдия предполагат, че експериментите, предлагани от Скели и Костиган, носят опасност, особено заради старостта на оборудването и многобройните проблеми с обслужването на главните оръдия и оръдейите кули. Мейер се жалва на главния артилерийски офицер на „Айова“, командер Робърт Кисинджър, от предложените експерименти, но Кисинджър се отказва да предаде неговата позиция на капитан Мусали или да прекрати експериментите.
На 20 януари 1989 г. при остров Вьекес (Пуерто Рико) от кула № 1 на линкора са произведени шест експериментални изстрела с използването на усилени барутни заряди. Скели обявява, че един от 16-дюймовите (406,4-мм) снаряди е пролетял 40 километра, като така е установен рекорд по далечина на стрелба с обикновения 16-дюймов снаряд. Макар стрелбите да преминават без сериозни инциденти, Мейер и началникът на оръдията на кула № 1 старшина първи клас (Petty Officer First Class) Дейл Ойген заявяват на Скели, че повече няма да участват в неговия експеримент. Скели се обръща към началника на оръдията в кула № 2, първи главен старшина (Senior Chief Petty Officer) Реги Зиглер, дали той няма да разреши да се използва кула № 2 за неговите експерименти, на което Зиглер отговаря с отказ. След това Скели се обръща към лейтенант Фил Бич, командир на кула № 2, и той се съгласява.
Седмица след стрелбите при остров Вьекес новият старши офицер на „Айова“, командер Джон Морс, независимо от протестите от страна на разчетите на оръдията, заповядва да се проведе учебна стрелба с главните оръдия, в хода на която кули № 1 и № 2 стрелят от ъгъл 15° по носа на съда. При това линията на огъня на едното от оръдията на кула № 2 преминава над кула № 1. Съгласно показанията на ръководителя на лявото оръдие на кула № 2, Джек Томпсън, в хода на стрелбите един от картузите на лявото оръдие започва да тлее още преди затворът на оръдието да е затворен. Томпсън казва, че едва е успял да затвори и зафиксира затвора преди оръдието да стреля. Сътресенията от оръдията на кула № 2 повреждат покритието на стволовете на оръдията в кула № 1 и електрическата система на кулата. Ден Мейер заявява, че стрелбите са „най-страшното нещо в моя живот. Ударната вълна отнася пулта за управление на офицера на кулата и кабелите. Известно време кулата е без електрическо захранване, угасва осветлението. Хората крещяха, имаше паника“.
През февруари линкорът се връща в Норфолк. Зиглер се оплаква на жена си от моралния дух, който цари на „Айова“, ситуацията с тренировките и безопасността на борда: „На нас не ни достигат работни ръце. Уволняват се чифове със 17-годишен стаж. Аз трябва да уча тези деца да натискат правилните копчета, иначе те ще ни изпратят на оня свят. Моя задник е на линията на огъня!“ Той добавя, че ако смъртта го срещне в морето, той иска да бъде погребан в неговата стихия. Преди отплаването си от Норфолк, в началото на април 1989 г., артилеристът 3-ти клас Скот Блейкли, от командата на кула № 2, казва на своята сестре Джулия Блейкли: „Не се вълнувам много от някои от нещата, които стават на борда на „Аойва“. Ние трябва да преодолеем това“. На въпроса на Джулия „Да се преодолее какво?“ Скот отговаря: „Ние нямаме избор“.

### Подготовката за ученията на флота
На 10 април линкорът е посетен от командващия Втори флот вицеадмирал Джером Л. Джонсън. На 13 април „Айова“ отплава от Норфолк с цел да вземе участие в ученията на флота в Карибско море при бреговете на Пуерто Рико. Това учение, под името „FLEETEX 3 – 89“, започва на 17 април под командването на Джонсън, в хода на ученията той вдига своя флаг на „Айова“.
През нощта на 18 април екипажът на кула № 2 провежда щателен оглед на кулата в хода на подготовката за артилерийските учения, определени за следващия ден. Системата на въздушния компресор на централното оръдие, която всеки път след изстрела продухва канала на ствола от искри и боклук, е констатирано, че не работи както трябва.
На 18 април офицерът контрольор на огъня на „Айова“, лейтенант Лео Уолш, провежда съвещание, за да обсъди утрешното учение на главната батарея. Мосли, Морс, Кисинджър и Костиган не присъстват на съвещанието, в хода на което Скели заявява, че кула № 2 ще участва в неговия експеримент, при това за 1224,7-килограмовите (2700-фунтови) снаряди ще се използва барут D-846.
Барутът D-846 е един от най-старите барути, намиращи се на борда на „Айова“, датира от 1943 – 1945 година и е разработен за 861,8-килограмовите снаряди. На всеки барутен картуз D-846 има надпис: „ПРЕДУПРЕЖДЕНИЕ: Да не се използва за 2700-фунтовите снаряди“. Барутът D-846 гори по-бързо от барутите други марки, което прави по-голямо налягане при изстрела. Скели обяснява, че цел на експеримента е увеличаване на точността на оръдията. Съгласно неговия план оръдията на кула № 2 трябва да стрелят с десет учебни (инертни) 1224,7-кг снаряда: лявото оръдие – с два, централното и дясното – с по четири всяко. При всеки изстрел трябва да се използват по пет картуза с барут D-846 вместо нормалните шест. Изстрелът се провежда на дистанция 30 км по посока открития океан.
Зиглер е особено безпокоен за екипажа на своето централно оръдие. Трамбовчикът (rammerman) Роберт У. Бекхермс няма необходимия опит, както и неговите колеги – операторът на барутния подавач (powder car operator) Гери Дж. Фиск, запалчикът (primerman) Реджиналд Л. Джонсон-младши и командирът на оръдието – Ричард Ерик Лоуренс. За да помогне на Лоуренс, Зиглер определя за наводчик 2-ри клас Клейтън Хартуиг (бивш командир на централното оръдие), освободен от командването на централното оръдие поради предстоящето му назначение на нова служба в Лондон. Хартуиг влиза в състава на разчета на централното оръдие за периода на артилерийските учения, обаче Зиглер не го информира за това до сутринта на 19 април – само час преди планираното начало на ученията.
Ролята на трамбовчика предизвиква особено безпокойство, тъй като трамбовката представлява най-опасната операция при зареждането на оръдията. Плунжерът отначало дотиква снаряда, а след това и картузите в казенника на оръдието. Скоростта на плунжера при дотикването на снаряда е по-висока (4,3 м/с), отколкото при дотикването на по-леките по тегло картузи (0,64 м/с), но няма предвидени никакви защитни устройства, които да препятстват трамбовчика случайно да дотика картузите на по-голямата скорост. Претъпкването на картузите в оръдието може да предизвика прекомерно триене и смачкване на доста лесновъзпламеняемия барут, което увеличива риска от неговото преждевременно запалване. Ако пък картузите са разположени в казенника на оръдието прекалено неплътно, с луфт помежду им, то при изстрела част от барута може да не се възпламени, което ще доведе до нещастна ситуация. Нито един от трамбовчиците на линкора „Айова“ не е преминавал обучение по зареждането на оръдията с нестандартните барутни заряди, състоящи се от пет картуза. Накрая, когато трамбовчикът изпълнява операцията по натикването на картузите, той едновременно трябва да вдига ръчката, която затваря вратата на барутния елеватор, и да изпраща надолу кабината на барутния подемник, което затруднява допълнително неговата задача. Членове от екипажа на „Айова“ по-късно заявяват, че трамбовката в централното оръдие на кула № 2 понякога самопроизволно се случва на високата скорост. Освен това трамбовчикът Бекхермс никога не е работил в условията на реална стрелба на оръдието.

## Взривът
На 19 април, в 8:31, на разчетите на всички кули на главния калибър е заповядано да заемат своите места. Половин час по-късно разчетите долагат, че всички са по своите места, кулите са завъртени по десния борд в бойно положение и са готови да започнат стрелба. Вицеадмирал Джонсън и неговият щаб се качват на мостика, за да наблюдават за хода на артилерийските учения. Линкорът се намира на 260 морски мили (480 км) североизточно от Пуерто Рико и плава със скорост 15 възела (28 км/ч).
Кула № 1 започва стрелбите първа, в 09:33. Лявото оръдие на кула № 1 дава засечка, разчетът не успява да разреди оръдието. Командирът на кораба Мусали заповядва на разчета на кула № 2 да зареди оръдията си и да даде едновременен залп с трите оръдия. Съгласно стандартната процедура би следвало да се отстранят последствията от засечката в кула № 1, а едва след това да се продължит ученията.
След 45 секунди откакто Мусали дава своята заповед, лейтенант Буч долага, че дясното оръдие на кула № 2 е заредено и готово да открие огън. След още 17 секунди той долага, че лявото оръдие е готово. След няколко секунди Ерик Лоуренс, намиращ се в централния каземат на кула № 2 долага на Зиглер по вътрешния телефон на кулата: „Тук имаме проблем. Още не сме готови. Ние имаме проблем тук“. Зиглер, в отговор, обявява по телефона: „Лявото оръдие е готово, добра работа. При централното оръдие има малък проблем. Ние ще го оправим“. Мортенсен, който следи от своето място в кула № 1 за телефона на кула № 2, чува съобщението на Буч за това, че лявото и дясното оръдия са готови за стрелба. След това Лоуренс излиза на връзка със съобщението: „Аз още не съм готов! Аз още не съм готов!“ Следващ на връзка внезапно излиза Ърни Хениц, водещият старшина на кула № 2 „Морт! Морт! Морт!“. Зиглер извиква: „О боже! Барутът тлее!“ Вероятно в този момент Зиглер е отворил вратата на кабината на куполния офицер, разположена отзад на кулата, и извиква на екипажа да затвори казенника на оръдието. В това време Хениц извиква по телефона: „О боже! Тук има запалване!“
В 9:53, 81 секунди след като Мусали е дал заповедта за да заредят оръдията, и 20 секунди след доклада на разчета на лявото оръдие, че те са заредени и готови за стрелба, централното оръдие на кула № 2 се взривява. От отворения казенник излиза огнено кълбо с температура около 1400…1600°C, разширяващ се със скорост 610 м/с, развивайки при това налягане от 28 МПа. Взривът отснася вратата, разделяща централния каземат на оръдието и кабината на куполния офицер, помита преградите, отделящи каземата на централното оръдие от казематите на лявото и дясното. Огнената топка преминава през всички каземати и през болшинството от долните нива на кулата. В резултат на избухналия пожар се отделят отровни газове, в т. ч. цианид (продукт на горенето на полиуретановата пяна), с която е запълнена кулата. Скоро след първоначалния взрив се запалват 910-килограмовите картузи в зарядния погреб на кулата. 9 минут по-късно има нов взрив, най-вероятно, предизвикан от натрупването на угарен газ. Всички 47 моряци на екипажа на кулата, намиращи се по това време вътре, загиват. Кулата удържа по-голямата част от взривната вълна. Дванадесет членове на екипажа, работещи в зарядния погреб на кулата или в отсеците, заобикалящи пространството под кулата, успяват да избягат, без да получат сериозни наранявания. Те оцеляват благодарение на взривозащитните врати, разделящи помещението на барутния погреб от останалите помещения на кулата.

## Последващи събития
Спринклерната система на кула № 2 не заработва автоматично. Екипажите на пожарните команди реагират бързо и заливат с вода покрива на кулата, стволовете на лявото и дясното оръдия (които все още са заредени). Мейер и Кисинджър, поставяйки си противогази, се спускат на долните палуби и оглеждат барутните камери на кулата. Те забелязват, че металните стени на барутните камери, в които се намират още няколко тона все още невзривили се картузи, са „загрети до ярко-вишнев цвят“. По съвет на Кисинджър Мусали заповядва да се залеят с морска вода погребите на кула № 2, съседните помещения и барутните камери, за да се избегне взрив на оставащия барут. Горящата кула е гасена 90 минути.
Едва пожарът е погасен и Мортенсен влиза в кулата, за да помогне за опознаването на телата на загиналите членове на екипажа. На дъното на огромна яма (с дълбочина 6,1 метра), която се намира на мястото на каземата на централното оръдие, Мортенсен намира тялото на Хартуиг и го опознава по характерната татуировка на лявото рамо. На частично овъгленото тяло на Хартуиг са откъснати предмишниците и краката под коленете. Клапанът за изпускането на газа на централното оръдие лежи на дъното на ямата, за това Мортенсен предполага, че до взрива Хартуиг е изпратен долу, за да отвори клапана. Мортенсен също така намира, че барутният подемник на централното оръдие не е пуснат, което е странно, тъй като вратата на подемника е затворена и заключена.
След като по-голямата част от водата е изпомпана, телата на загиналите са извадени от кулата. Не са направени никакви фотоснимки на местоположенията на телата. На следващия ден телата са изпратени от кораба на борда на вертолет към военноморската база Рузвелт Роудс (Roosevelt Roads Naval Station) в Пуерто Рико. Оттам телата, на борда на транспортен самолет на ВВС C-5 Galaxy са изпратени в центъра Чарлз Карсън (Charles C. Carson Center for Mortuary Affairs), намиращ се в базата на ВВС в Доувър (щата Делауеър).
Морс заповядва на командата за разчистване, под ръководството на командер Боб Холман, да приведе кула № 2 „в нормален вид, доколкото това е възможно“. На следващия ден екипажът почиства и боядисва кулата отвътре. Разрушеното и повредено оборудване е хвърлено в океана. Не е направено нищо за протоколиране на местоположението или състоянието на повреденото оборудване, намиращо се в кулата. „Никой не пазеше доказателствата“ – заявява пожарникарят Брайън Р. Сканио, който присъства на събитията. На екипа на военноморската следствена служба (NIS), намираща се на борда на самолетоносача „Корал Сий“ (USS Coral Sea (CV-43)), намиращ се недалеч, е обяснено, че тяхната помощ при разследоването на аварията на борда на линкора „Айова“ не е необходима.
На 23 април „Айова“ се връща в Норфолк, където на 24 април е проведена панахидна служба. В церемонията вземат участие няколко хиляди души, включая членове на семействата на загиналите. Присъства и президентът Буш, който държи реч, в която заявява: „Днес аз ви обещавам, че ние ще намерим отговора на въпроса „Защо“, ще изясним обстоятелствата на тази трагедия“.
Скоро след поменната служба матросът Кендъл Труит разказва на семейството на Хартуиг, че Хартуиг е застраховал живота си с условие за двоен размер на обезщетение за изплащане по полицата и е вписал Труит като свой единствен наследник. Труит е приятел на Хартуиг и при взрива работи в барутния склад на кула № 2. Той успява да се спаси с бягство, без да получи сериозни рани. Труит дава обещание да даде парите, получени по полицата на Хартуиг, на неговите родители. Сестрата на Хартуиг, Кети Кубицина (Kathy Kubicina), на 4 май пише писма до Мусали, Морс, капелана на „Айова“ капитан-лейтенанта Джеймс Данер и сенаторите от щата Охайо Ховард Меценбаум и Джон Глен. В тези писма тя разказва за условията на застрахователния договор. Тя ги моли да говорят с Труит и да го убедят да даде парите на родителите на Хартуиг.

## Първо разследване на флота

### Предварително следствие
Само няколко часа след взрива началникът на ВМС, адмирал Кърлисъл Трост, забранява стрелби от всички 16-дюймови оръдия. Вицеадмирал Джозеф С. Донъл, командир на надводните сили в Атлантика, заръчва на комодор Ричард Милиган да проведе неформално разследване за причините на взрива. Това означава, че показанията ще се снемат без клетва, свидетелите няма да бъдат информирани за техните права, адвокати на защитата няма да присъстват, към никой (включая загиналите) няма да бъдат повдигани обвинения независимо от откритите доказателства.
Милиган пристига на борда на „Айова“ на 20 април и посещава кула № 2. Той не препятства продължаващото почистване на кулата. Заедно с Милиган пристига неговият личен щаб и главата на щаба, капитан Едуард Ф. Месина. Милиган и неговите помощници започват разследването с разпити на членовете на екипажа на линкора.
В хода на беседите с Милиган и неговите помощници Мейер описва оръдейните експерименти на Скели. Мейер заявява, че Мусали и Кисинджър позволяват на Скели да провежда своите експерименти без вмешателство или контрол. По думите на Мейер в този момент Месина прекъсва хода на беседата, заповядва на стенографиста да спре работата си, извежда Мейер в коридора и му казва: „Ти, малко лайно, ти не можеш да говориш за това! Адмиралът не иска да слуша нищо за експерименти!“.
След връщането в стаята на разпита Мейер разказва на комисията, че той и Мортенсен са открили тялото на Хартуиг в ямата, останала след взрива на оръдието. След края на беседата Мейер предупреждава Мортенсен, който трябва да бъде разпитан след него, да внимава за думите си, тъй като, според мнението на Мейер, Милиган и неговият щаб действат с някаква скрита цел. По-късно, когато Мейер и Мортенсен се запознават със записите на своите показания пред комисията на Милиган, те откриват, че някои детайли от казаното от тях са променени или изключени, включая заявлението на Мейер за това, къде е намерено тялото на Хартуиг.
След три дни е разпитан Сканио. Описвайки разпита, той заявява: „Аз им разказах всичко, което именно стана… и изглеждаше, че когато говорех за някои факти, те просто спираха диктофона и след това задаваха друг въпрос и не завършваха с предходния въпрос“. Според заявление на Сканио, Милиган не му позволява да каже, чие тяло е намерено на дъното на централната кула.
В хода на своя разпит Скели добавя, че е уверен в това, че не трябва да се използва барут D-846 с 2700-фунтови снаряди. Скели също така добавя, че не е имал писмено разрешение за провеждането на експериментите си от NAVSEA. В хода на беседите с Милиган Мусали се жалва, че флотът му е дал за екипаж банда неудачници.
Капитан Доминик Мичели от NAVSEA е придаден към екипа на Милиган за провеждането на техническа експертиза за изясняване на причините на взрива. От 1982 до 1985 г. Мичели командва центъра за поддръжка на военноморско въоръжение в Крейн, щата Индиана. Повечето от барута на „Айова“ е насипан в картузите в Крейн под ръководството на Мичели. Намирайки се в Крейн, Мичели също започва да използва „намаляващите износването“ обвивки на картузите от разпенен полиуретан. Цианистият газ, отделящ се от горящите обвивки, погубва много от комендорите, намиращи се в кулата. Следователно, както отбелязват морските офицери, а впоследствие и външните наблюдатели, Мичели има лична заинтересованост да се скрият факти, свързващи взрива и гибелта на хората със състоянието на барута или картузите. Тед Гордън, бивш заместник на главния съдия на флота, заявява: „Джой Мичели имаше какво да защитава. Оръдията, снарядите, барутът – всичко това е само негова зона на отговорност. Той имаше личен интерес причината за инцидента на линкора да се намери другаде“.

### Oтношенията между Труит и Хартуиг на фокус и репортажите в пресата
Получавайки писмата от Кубицина, в които се изказват опасенията ѝ по повод застрахователната полица на Хартуиг, Морс и Мусали, на 7 май, предават тези писма на Милиган. Той незабавно вика Клод Ролинс, регионалния директор на военноморската служба за разследвания (NIS), в Норфолк и моли за неговото съдействие в разследването. Тед Гордън, по това време началник на NIS, възразява срещу началото на формално криминално разследване, тъй като се предполага, че разследването на Милиган ще бъде неформално. Обаче заместник началника на ВМС, адмирал Леон А. Едни, заявява на Гордън, че формалното участие на NIS в разследването, течащо под надзора на Милиган, няма да бъде излишно.
На срещата с агентите на NIS в Норфолк, на 9 май, Месина обяснява, че Хартуиг, бидейки командир на централното оръдие на кула № 2, при взрива е гледал в казенника на оръдието, и, възможно, тогава той е подложил запалително устройство между два картуза при зареждането на оръдието. Месина разказва на агентите на NIS за застрахователната полица на Хартуиг и за възможните хомосексуални отношения между Хартуиг и Труит. По-късно екипът на Милиган долага на NIS за книга с името „Getting Even: The Complete Book of Dirty Tricks“ на Джордж Хайдук, намерена в шкафчето на Хартуиг. Милиган впоследствие заявява, че в книгата се съдържат инструкции, как да се конструира бомба.
Агентите на NIS Том Гудман и Ед Гудуин разговарят с Кубицина скоро след като са поели делото. След първоначалните въпроси за полицата за застраховка на живота на Хартуиг агентите започват да разпитват Кубицина за сексуалността на Хартуиг. Кубицина впоследствие узнава, че агентите на флота също са разпитвали най-добрия приятел на Хартуиг от гимназията и са го излъгали за нейните показания. Агентите на NIS периодично разпитват Труит и го подлагат на натиск, за да си признае, че е състоял в сексуални отношения с Хартуиг. Други агенти разпитват жената на Труит Керол, също оказвайки и натиск с въпроси за сексуалната ориентация на Хартуиг и Труит, задавайки въпроси, колко често е правила секс с мъжа си, какъв точно секс са правили, и тя дали не е ли правила секс с някой друг член от екипажа на Труит. Когато Труит разбира за разпитите, той заявява на NIS, че повече няма да сътрудничи на следователите. При обиск в шкафчето на Труит е намерена платнена чанта, пълна с артилерийски барут. На основата на тази находка, застрахователната полица, известната неприязън, която Хартуиг изпитва към жената на Труит, и убежденията за това, че Труит и Хартуиг са се намирали в сексуални отношения, NIS започва да разглежда Труит като подозреваем. Преди всички тези събития, през февруари 1987 г., на Труит и Хартуиг вече са задавани въпроси, дали те не са хомосексуалисти. И двамата дават тогава отрицателен отговор на с това работата приключва.
Започвайки от май, доклади за разследването, провеждано от NIS, започват да се появяват в СМИ, в т.ч. в The Virginian-Pilot, Newsday, The Washington Post, The New York Times и Daily Press. В болшинството съобщения се споминават имената на Хартуиг и Труит. По-късно репортерите заявяват, че са получили информацията за своите доклади от източници в NIS, от управлението на флота по връзките с обществеността (Navy’s Chief of Naval Information, CHINFO), оглавявано от контраадмирал Брентом Бейкър, и от други чиновници на министерството на отбраната. На 24 май National Broadcasting Company (NBC) пуска в ефир разказа на Фред Френсис и Лен Тепер, където се заявява, че Труит и Хартуиг са подозираните за взрива, и се подразбира, че между тях има хомосексуална връзка. Специалният агент на NIS Джеймс Уайтенер, както по-късно става ясно, без разрешение от NIS е снабдил Тепер и Френсис с компютърни дискети, на които се съдържа засекретена информация (пълните материали на NIS за разследването на взрива на борда на „Айова“). Съгласно по-късни съобщения в СМИ, властите на флота предполагат, че Хартуиг преднамеренно е устроил взрива след охлаждане на отношенията му с Труит.
На 25 май в Норфолк агентите на NIS Гудман и Майк Дорси разпитват матроса от екипажа на „Айова“ Дейвид Смит, приятел на Хартуиг. Агентите на NIS 7 часа 40 минути държат Смит в стаята за разпити и, по думите на Смит, периодично са го заплашвали, че ще му предявят обвинения по 47 точки, включая и съучастие в убийство, лъжесвидетелство и възпрепятстване на правосъдието, ако той не подтвърди, че Хартуиг му е говорил за своето намерение да взриви кула № 2. В 10 вечера на Смит е разрешено да се върне на борда на „Айова“, където на него му предстои 9-часова вахта. Малко по-малко от час след края на вахтата Смит е върнат обратно в зданието на NIS в Норфолк и е разпитван още 6 часа. Най-накрая Смит заявява, че Хартуиг се е домогвал до него, показва му е взривно устройство с часовников механизъм и заплашвал, че ще взриви кула № 2. Въпреки това, три дни по-късно, когато Смит е помолен да прочете и подтвърди протокола от разпита, той напълно отхвърля своите предходни показания, като заявява за това писмено. Първоначалните показания на Смит се промъкват към пресата, без да е отбелязано, че той се е отказал от тях.

### Последващ фокус върху личността на Хартуиг
Командер Томас Мунц, лекар-психиатър, придаден към следствената група на NIS, моли отдела за анализ на поведението на ФБР за помощ при провеждането на „психологичната аутопсия“ на Хартуиг. В хода на своята визита в базата на ФБР в Куантико Мунц, Гудман, Гудуин и служителя на NIS Даун Тиг обясняват на специалните агенти на ФБР Ричард Аулт и Рой Хейзелууд, че взривът на борда на „Айова“ не е нещастен случай, а е акт на саботаж. NIS предава на агентите на ФБР копия от протоколите за разпит на няколко от членовете на екипажа на „Айова“, включая разпитите на Смит, членовете на семейството на Хартуиг и неговите познати. Те не съобщават на ФБР, че Смит опровергава своето първо свидетелство, направено пред NIS. На 15 юни, на следващия ден след предаването на материалите от разпитите на Смит, Аулт и Хейзелууд предават 15-страничен „двусмисленен посмъртен анализ“, където се заявява, че, според мнението на агентите на ФБР, Хартуиг не е хомосексуалист, но е „загинал в резултат на своите собствени действия, исценирайки своята смърт така, че тя да изглежда като нещастен случай“.
Агентите на NIS Нигро и Гудман разказват на Мичели, как Хартуиг, по тяхно мнение, е взривил кула № 2 с помощта на таймер от магазина RadioShack, и му дават копие от протокола на разпита на Смит. Те не казват на Мичели, че Смит се е отказал от своите показания и че NIS не може с нищо да докаже, че Хартуиг е закупил какито и да е електронни устройства от RadioShack. Мичели заповядва на своя екип да провери, може ли електрически таймер да предизвика взрив в барута в картузите. Техници от металургичната лаборатория на флота във военноморската корабостроителница на Норфолк изследват пояс от снаряд на централното оръдие, направен от медно-никелева сплав, и дават заключение, че са намерили в него химични елементи, включая барий, силиций, алуминий и калций, показващи, че за взрива е използван електронен таймер. Мичели моли ФБР да дублира изследването. Специалистите на ФБР провеждат изследването и заявяват, че те не предполагат наличието на електронен таймер и че елементите, намерени в пояса, възможно, се явяват следи от смазочната течност, която се е използвала за изваждането на снаряда от оръдието след взрива. По думите на Кен Нимич от лабораторията на ФБР, Мичели след това внезапно слага край на запитванията за съдействие от страна на флота към лабораторията на ФБР.
На 28 август специалисти от центъра за поддръжка на военноморско въоръжение в Крейн, щата Индиана, подтвърждават извода на ФБР за това, че електронен таймер, батерия и/или детонатор не са използвани за взрива. Впоследствие екипа на Мичели обявява за това, че взривът е предизвикан от химическо (а не електронно) запално устройство, но това заключение не е включено в доклада на Милиган при неговото съставяне. На 11 август 1989 г. флотът, по атестация от Мичели, отново разрешава 16-дюймовите (406-мм) оръдия.

### Заключенията от разследването на флота
На 15 юли 1989 Милиган подава към командването своя рапорт за взрива. В 60-страничния рапорт се съдържа заключение за това, че взривът е преднамерен акт и „най-вероятно“ е извършен от Хартуиг с помощта на електронен таймер. В доклада се заключава, че картузите в централното оръдие са утрамбовани с повече от 53 см и това е направено съгласно замисъла на Хартуиг, за да се задейства таймерът на взривателя, който той е поставил между два от картузите.
На 28 юли Донъли одобрява доклада на Милиган, заявявайки, че саботажът на Хартуиг „оставя читателя скептично настроен, но това мнение е подкрепено от фактите и логично и неизбежно произтича от изводите на анализа“. Началникът на Донъли, командващият Атлантическия флот, адмирал Пауъл Ф. Картер-младши, също одобрява доклада, добавяйки, че той показва за „съществените и сериозни провали в действията на Мусали и Морс“ и изпраща доклада на ръководителя на военноморските операции, адмирал Керлисъл Трост. Макар Мичели да заявява, че взривът не е предизвикан от електронен таймер, Трост, на 31 август, одобрява доклада, заявявайки, че Хартуиг „е личност, имаща мотив, знания и положение в каземата на оръдието на кулата, за да постави заряд в няколко от барутните картузи“. При това Трост цитира заявлението на Смит към NIS за това, че Хартуиг е виновник за взрива. В доклада на Милиган не са внесени изменения, отразяващи теорията на Мичели, че за детонацията е използван химичен, а не електрически таймер.
На 7 септември Милиган и Едни официално информират представителите на пресата в Пентагона за резултатите от разследването на Милиган. Едни отрича, че флотът е допуснал изтичане на каквато и да е информация към пресата. Милиган заявява, че флотът предполага, че Хартуиг е предизвикал взрива, цитирайки сред всичко останало и посмъртния анализ на личността на Хартуиг направен от ФБР. Милиган демонстрира две книги: „Getting Even“ и „Improvised Munitions Handbook“ („Справочник за импровизираните боеприпаси“), заявявайки, че те са принадлежали на Хартуиг и съдържат „подробни“ инструкции за това как да се сглобяват детонатори и бомби. Милиган и Едни казват, че няма доказателства за хомосексуалност на Хартуиг. След това Едни заявява, че, според резултатите от разследването, линкорите от типа „Айова“ са безопасни за експлуатация и че барутът, използван на корабите, е „стабилен и готов за използване“.
Болшинството родственици на жертвите подлагат на критика заключенията на флота. Много от тях разказват на представителите на пресата за своите лични опасения, че загиналите са им разказвали за проблеми свързани с подготовката и за опасните артилерийски експерименти, които са правени на борда на „Айова“ преди взрива. Семейството на Хартуиг оспорва заключенията за това, че той е склонен към депресии и самоубийство.
Някои от журналистите незабавно подлагат на съмнение резултатите от разследването на Милиган. Джон Хал, репортер на Richmond Times-Dispatch пише серия от четири статии, започвайки от 17 септември, където показва, че към времето на взрива екипажът на „Айова“ е провеждал нелегални експерименти с барута, че между разследващите има очевиден конфликт на интереси, че по-голямата част от екипажа на линкора е недостатъчно или несъответващо подготвена, и че теорията на флота за диверсия на Хартуиг противоречи на фактите. Агенция Associated Press публикува материала на Хал, публикуван е и в други вестници на територията на САЩ. Робърт Бекър и А. Дж. Планкет от Daily Press написват дълга статия, в която подлагат на детайлна критика доклада на Милиган. Репортерът на ABC Робърт Зелник пише статия, публикувана в The New York Times на 11 септември, където подлага флота на сурова критика за това, че, според неговите думи, „загиналият моряк е набеден за виновник“. Washington Post напротив – публикува статията на Джордж Уилсън, като цяло поддържащ изводите на флота.
На 3 октомври Донъл наказва офицери от „Айова“ във връзка с изводите, направени от Милиган в неговия доклад. Мусали и Боб Фини, оперативния офицер на линкора, получават „предупредителни писма“, които нямат наказващ характер и не са внесени в личните и досиета. Кисинджър и Скели получават предупредителни писма, които в този случай имат характера на мъмрене с отразяване в личното досие, освен това те са глобени: Кисинджър с 2 хил. долара и Скели на хиляда. Донъл отменя и двете глоби. Флотът дава заявление, където обяснява, че нарушенията на безопасността и недостатъците в подготовката, открити на борда на „Айова“ в хода на разследването, не са свързани с взрива. Две седмици по-късно комисия от тринадесет адмирала съветва Мусали да получи друго назначение, заявявайки, че той „прекрасно подхожда“ за такава отговорност. Единият от адмиралите в състава на комисията, поддържащи назначението, е Милиган. След като продуцентът на предаването 60 Minutes Чарлз Томпсън задава въпроса за препоръките към Брент Бейкър и ръководителя на военноморските операции Джереми Бурд, името на Мусали е зачертано.

### Разследване на Конгреса
Сенаторите от щата Охайо Ховард Меценбаум и Джон Глен са обезпокоени от изводите на флота и се договарят да се проведе слушане по повод разследването на флота в комитета на Сената по въоръжените сили под председателството на Сам Нан. Членът на Конгреса Мери Роуз Оакар повдига въпроса пред Николас Маврулис, председателя на подкомитета по разследванията в комитета по въоръжените сили на Конгреса на САЩ, да разгледа изводите на флота и да проведе слушания. Джон Глен се обръща с молба към Сметната палата да се провери разследването на флота по повод причините за взрива и да се проверят експериментите с оръдията (които не са разрешени), както и другите небезопасни действия на борда на „Айова“ и да преразглеа практиките на флота за използването на четирите линкора от типа „Айова“.
Първото сенатско слушане преминава на 16 ноември 1989 г. Изслушани са показанията на Трост, Милиган и Робърт Пауерс от NIS. Въпросите задават сенаторите Глен, Алън Диксън, Джон Маккейн и Джеймс Ексън. Сенаторите питат морските офицери за недостатъчно адекватната подготовка на екипажа на борда на „Айова“, сроковете за производство и състоянието на корабния барут, за проблемите със зареждането на централното оръдие, нелегалните оръдейни експерименти, използваните методи и за заключенията, достигнати в хода на разследването, за серията изтичания на информация към пресата от персонала на флота и NIS.
На 11 декември 1989 г. Мусали дава своите показания пред SASC. Той отрича, че на борда на „Айова“ са провеждани незаконни или неразрешени оръдейни експерименти. В отговор на въпросите на сенаторите Мусали заявява, че предполага като причина за взрива преднамерен акт, но не поддържа заключенията на Милиган, че той е дело на Хартуиг. В хода на слушанията Сам Нан обявява, че Sandia National Laboratories в Албакърки (щата Ню Мексико) са отговорили със съгласие на молбата на Сметната палата да помогнат в техническото разследване на флота с отговор на въпроса, дали взривът е предизвикан от някаква естествена причина. Впоследствие агентите на ФБР Аулт и Хейзълууд застават пред комитета и отговарят на въпроси за това, как е създаден посмъртния анализ на личността на Хартуиг. Накрая Труит и двама от матросите на „Айова“ и познати на Хартуиг казват, че Харуиг няма суицидни склонности и че флотът се опитва да скрие факта, че взривът, най-вероятно, е станал по случайност.
На 12, 13 и 21 декември Комитетът на Конгреса по въоръжените сили провежда свои слушания по повод разследването на флота. В състава на комитета влизат Николас Маврулис, Лес Аспин, Лари Хопкинс, Норман Сисиски и Джозеф Бренан. Конгресмените разпитват Донъл, Аулт, Хейзълууд, Милиган, Мицели, Труит, Нумич и Ричард Фрид (медицински експерт на въоръжените сили).
В началото на март 1990 Комитетът на Конгреса по въоръжените сили дава своя рапорт под названието: USS Iowa Tragedy: An Investigative Failure („Трагедията на борда на линкора „Айова“: провалът на разследването“). В рапорта се съдържа критика към флота за липсата на разследване за каквато и да е естествена причина за взрива в полза на заключенията за това, че взривът е преднамерен акт. Флотът също се критикува за замърсените кула и снаряд, за разрешението да изхвърли веществени доказателства зад борда, за утвърждаването на рапорта на Милиган преди завършването на техническото разследване и за пренебрежението за изразеното несъгласие на лабораторията на ФБР по повод веществата, намерени на пояса на снаряда. Отбелязано е, че посмъртният анализ на личността [на Харуиг], направен от ФБР, се явява „основната грешка на разследването“. Действията на NIS в хода на разследването са описани като „недостатъчни“, агентите на NIS, участващи в делото, са подложени на критика за непрофесионалното си поведение при разпитите и за изтичането на недостоверна информация и документи, в които се съдържа щекотлива информация. Най-накрая, в доклада е направено заключението, че Милиган е непригоден за надзор върху хода на основното криминално разследване.

## Разследване на екипа на Sandia

### Първоначални разследвания
Група от четиридесет учени на компанията Sandia, оглавявана от Ричард Шьобел, на 7 декември 1989 г., пристъпва към независимо техническо разследване на причините на взрива. Изпълнявайки заповедта да изследват теорията на флота за това, че взривът може да е предизвикан от електронно или химичено взривно устройство, Шьобел моли Мицели да изследва снарядите, извлечени от дясното и лявото оръдия на кула № 2, за да ги сравни със снаряда, извлечен от централното оръдие. Мицели информира Шьобел, че двата снаряда са поставени не на техните места и той не може да ги намери.
На 16 януари 1990 г., на среща с учените от Sandia Стив Митчел, специалист от Главния център за надводни въоръжения на флота (окръг Чарлз щата Мериленд), долага, че неговият екип е открил, как гранули от барута в картузите на „Айова“ се надробяват и отделят нагрети фрагменти в хода на изпитанията за падане. Повърхностите на чувалчетата често се нагряват и отделят миризма. В този момент, съгласно Шьобел, Мицели прави забележката: „Процеси от такъв род не могат да се случат в хода на реалната операция по зареждането в оръдията. Това няма отношение към взрива“. Мицели добавя, че неговият екип е установил, че е крайно малковероятен взрив на картузите в централното оръдие по причина раздробяване на барута или от възникване на статично електричество. Том Доран, от екипа на Мицели в Далгрен, долага, че неговите хора са провели тестове с предмет, може ли препълването да предизвика взрив, но признава, че в хода на тестовете са използвани картузи, запълнени не с истинския барут, а с дървесни гранули, като черен барут има само по краищата на чувалчетата.
Следователите от Sandia задават въпросът, може ли да се свържат помежду им сходните взривове, които стават на борда на линкора „Мисисипи“, и взрива на борда на „Айова“. През 1942 г. и 1943 г. в отворените казенници на оръдията на кула № 2 на линкора „Мисисипи“ стават взривове, като по-голямата част от екипажа на кулата при това загива. Екипът на Мицели отговаря, че няма връзка между тях, тъй като на борда на „Мисисипи“ няма истински взривове, а по-скоро става дума за „интензивно изгаряне“ на барута, причините за което се различават от причините за инцидента на борда на „Айова“. Офицерът от щаба на командването по корабостроене и въоръжения, контраадмирал Роберт Х. Ейлис, казва на специалистите на Sandia, че взривовете на борда на „Мисисипи“ няма да се обсъждат.
Групата за анализ на химикалите и материалите от Sandia, оглавявана от Джеймс Бордерс, разследва теорията за химичен детонатор. Техници на флота заявяват, че поясчетата на снарядите на централното оръдие, направени от стоманено влъкно, са покрити с калций и хлор, намерено е парче полиетилентерефталат (обичайно използван за направата на пластмасови торбички) и различни гликоли, включая спирачна течност, хипохлорид, антифриз, което, всичко заедно, указва за използването на химичен детонатор. Флотът не успява да предостави на Бордерс пояс от стоманено влакно за анализ. Няма налични незасегнати пояси от снарядите и за Sandia остават само материалите, вече изследвани от ФБР. Екъпът на Бордерс изследва поясчето и не открива никакви следи от полиетилентерефталат. Хората на Бордерс установяват, че гликолът се е появил поради използването на почистващата течност Break-Free, която остава в ствола на централното оръдие след почистването му след взрива. Те също установяват, че калций и хлор има и в другите оръдейни кули на линкора „Айова“ и на линкорите от този тип, което свидетелства за обичайно въздействие на морската среда. Бордерс стига до заключението, че всички „странични материали“, намерени от специалистите на флота върху снаряда от централното оръдие, могат да се появят там по обикновен начин, и теорията за използването на химичен детонатор за взрива изглежда крайно съмнителна.

### Изследване на препълнените картузи
Членът от екипа на „Сандия“, Карл Шулер, определя, че петте картуза в централното оръдие на кула № 2 са трамбовани на 61 см навътре в оръдието. В рапорта на Милиган, съставен съгласно оценките на флота, е указана цифрата 53 см. Шулер провежда 50 часа, изучавайки варианти на суперкомпютър „Cray“ и стига до заключението, че поради пренатоварването на барута, при налягане на буталото от 19 МПа, картузите могат да се смачкат до степен на възпламеняване. Мел Баер, друг специалист от „Сандия“, определя, че взривът е става близо до първия картуз, което подтвърждава заключението на флота за това.
Друга група разследващи от „Сандия“, под ръководството на Пол Купър, от края на март до началото на май провежда 450 теста за падане с неголеми торбички, напълнени с барут D-846. Изследователите определят, че „опаковъчният“ или „регулиращият“ слой (неголямо количество барут, разположено в крайните части на всеки картуз с цел да уравновесяват теглото на картузите, който е добавен в средата на 1980-те години, когато барутът се смесва и преопакова в картузите съгласно указанията на Мицели) често ще се възпламенява при смачкване на голяма скорост. Купър открива, че горящите фрагменти не възпламеняват прилегащият към тях барут в същия картуз, вместо това те прогарят обвивката и възпламеняват черния барут в съседния картуз. Цялата седмица след 7 май Шьобел иска разрешение от Мицели да проведе тестове, използвайки пет истински картуза с барут, които да смачка в стоманен цилиндър със същия диаметър, какъвто има казенника на 16-дюймовото оръдие. Мицели отговаря, че откритията на Купър „нямат връзка с истинското 16-дюймово оръдие“ и отклонява периодично идващите молби от „Сандия“ за провеждането на изпитания.
Безпокоейки се, че поради отказа на Мицели да се проведат пълномащабни тестове за падане, оръдейните разчети във флота остават в опасност, Шьобел, на 11 май, се обръща към Рик ДеБоубс, съветник на Нан в комитета по въоръжените сили. На 14 май 1990 г. Нан изпраща на Трот писмо с молба към флота да проведе тези тестове, които иска „Сандия“, и на компанията да бъде позволено да наблюдава за тяхното провеждане. На следващия ден началникът на Мицели, вицеадмирал Питър Хакман, командир на Sea Systems Command, вика при себе си президента на компанията „Сандия“ ал-Наратх и му обяснява, че флотът ще проведе пълномащабни изпитания, както иска и „Сандия“, като го кани за участие в тях.
Тестовете за падане са проведени в Далгрен под ръководството на Мицели и Том Доран. В хода на тестовете на пет вертикално разположени картуза с барут D-846 е поместен товар от 390 кг, след което те падат от трифутова височина върху стоманена плоча, което имитира високоскоростно трамбоване в ствола на 16-дюймовото оръдие. На 24 май 1990 г., в хода на 18-о по ред изпитание, в присъствието на Купър и Шулер, става взрив, който разрушава цялото тестово оборудване. Мицели незабавно информира за това Хакман. Той предписва на командването на флота да спре какото и да е било последващо използване на 16-дюймовите оръдия и отново започва ново разследване на флота.

### Изводи
На следващия ден Шьобел, Шулер, Купър и Бордерс застават пред сенатския комитет по въоръжените сили, слушането е в помещение, което принадлежи на Сената – в сданието Харт във Вашингтон. Учените разказват за резултатите на своето разследване, заявявайки при това, че, според мнението на Сандия, взривът е станал по причина препълване на картузите с барут, или по причина човешки фактор, или поради неизправност на оборудването. В своето заключително изказване председателят на комитета Сам Нан отхвърля извода на Милиган за това, че взривът е резултат от умишлени действия. Нан добавя, че заключенията на Милиган не са поддържани от „достоверни, проверяеми и съществени доказателства“. По-късно Нан подлага на критика действията на NIS, заявявайки: „Всички методи за разследване, към които флотът прибягва в конкретното дело, са под сериозен въпрос“.
На 25 май Сенатът разпитва Франк К. Конахан от Сметната палата. Съгласно неговия доклад, Сметната палата установява, че линкорите от типа „Айова“, по сравнение с другите кораби на флота, не са комплектовани с достатъчен брой екипаж, особено подразделенията на артилерията на главния калибър. Сметната палата намира, че на линкорите броя на дисциплинарните нарекания е с 25% повече, отколкото в целия флот. Конахан завършва своя доклад с предложение за това, че поради въпросите за ограничената способност за бойно разгръщане на линкорите те „представат основни кандидати за деактивация, тъй като ние търсим пътища за съкращения във въоръжените сили“.

## Второ разследване на флота

### Последващо разследване
След края на слушанията в Сената военноморският министър, Хенри Л. Харет-трети, отваря ново разследване. Нан, чрез ДеБоубс, указва, никой от участниците в първото разследване, особено Милиган или Мицели, не трябва да участва във второто. Независимо от искането на Нан, според избора на флота новото разследване трябва да се ръководи от Мицели. Той получава предписание постоянно да докладва за хода на разследването в техническия надзорен департамент. На 30 юни 1990 г. Франк Келсо заменя Трост на поста ръководител на военноморските операции, а Джером Л. Джонсън заменя Едни на поста заместник ръководител на военноморските операции. Скоро след смяната на командването ДеБоубс посещава Келсо в Пентагона и му намеква, че да се остави Мицели начело на новото разследване – не е най-добрата възможна идея. Келсо изслушва това предложение, но се отказва да замени Мицели. По молба на Сената „Сандия“ продължива да участва в разследването. Според заявление на флота, новото разследване трябва да бъде приключено за шест месеца.
Томпсън казва, что комисия по надзор на адмирал Хакман е „беззъб тигър“, рядко се събира, не участва активно в повседневната работа на Мицели и никога не го побужда да ускори своята работа. Шьобел, напротив, заявява, че представителят на комисията присъства на срещите с Мицели. В състава на комисията влизат контраадмиралът в оставка Доналд Р. Роан, Роджър Б. Хорн-младши (заместник на командира по управлението по разработка и строителство на корабите и командващ Naval Sea Systems), Джордж Р. Мейнинг-младши (командващ Naval Sea Systems), Уолтър Х. Кантрел (заместник на командващия командването по корабостроене и въоръжения), Дъглас Дж. Кац и Робърт Х. Ейлис. След питане от страна на Меценбаум комитетът на Нан постановява постоянен мораториум на всякакво изкачване в службата за Милиган занапред. В хода на церемонията по излизане в оставка на капитан Мусали, през пролетта на 1990 г., Дан Мейер долага на комитета на Сената по въоръжените сили за нарушенията, допуснати от капитан Мицели в хода на разследването на причините за взрива.
През юни и юли 1990 г. екипът на Мицели провежда тестове с използването на пълноразмерен модел на ствола на 16-дюймовото оръдие. Тестовете се провеждат при скорости на буталото от 2, 4, 8 и 14 фута в секунда (4,3 м/с). В хода на един от тестовете, провеждан със скорост 14 фута в секунда (4,3 м/с) в „ствола на оръдието“ прогърмява взрив. Купър и Шулер, наблюдаващи за хода на изпитанията, долагат на Шьобел че, според тяхното мнение, Мицели се опитва да ограничи мащаба на тестовете и да проведе по-голямата част от изпитанията по утрамбоване на ниска скорост. Сътрудниците на „Сандия“ също отбелязват, че Мицели отказва да позволи на своите цивилни техници да проверят алтернативни сценарии за препълване и, както им се струва, с помощта на различни средства преднамерено задържа хода на разследването.
В хода на последващите тестове за препълване, проведени от екипа на Мицели, стават още четири взрива. Том Доран, граждански сътрудник от командата на Мицели, разказва на Шьобел, че на 18 юли тестовете за препълване показват, че взривовете могат да се случат и на по-ниски скорости в зависимост от конфигурацията на гранулите насипан барут в картузите. Доран донася, че Мицели после му е заповядал да не провежда последващи тестове в тази посока.
През август 1990 г. флотът въвежда ограничения за стрелбата с 16-дюймовите оръдия. От картузите за 16-дюймовите оръдия са премахнати „регулировъчните“ слоеве барут. За индикация на ниската скорост на трамбоващото бутало е въведена цветова система. Разчетите на оръдията имат предписание по инструкция да провеждат допълнителни тренировки по трамбовка.
През ноември 1990 г. Купър открива двата загубени снаряда от кула № 2 (за лявото и дясното оръдия) в склада в Далгрен. Купър и другите учени от Сандия изследват снарядите и намират на тях същите влакна и химикали, които са намерени на снаряда от централното оръдие. Шьобел заявява: „Тук следва да се сложи край на делото на флота срещу Хартуиг“. Флотът изразява несъгласие с това, че на всичките три снаряда са намерени едни и същи материали.

### Изводи
На 3 юли 1991 г. Мицели се представя пред бюрото по технически надзор NAVSEA и заявява, че неговото разследване подтвърждава първоначалната теория на флота за преднамерен акт. Макар при изказването на Мицели да присъстват и представители на „Сандия“, членовете на бюрото не им предлагат да опровергаят или да коментират твърденията на Мицели.
Заключенията на „Сандия“ са представени на заседание на Сената от август 1991 г. и са включени в доклад на Сметната палата за нейното собствено разследване. Екипът на Шьобел стига до заключението, че влакната и различните химични съставляващи, намерени от флота върху снаряда от централното оръдие, нямат отношение към взрива. Той установява, че препълването има отношение, но е невъзможно да се определи скоростта, с която буталото е натискал картузите към снаряда. Експертите на „Сандия“ установяват, че препълването на картузите, възможно, става причина за взрива. Вероятността за избор на група от пет картуза, които да са възприемчиви към възпламеняване при препълване, съставлява 16,6%. В доклада се указва, че според мнението на „Сандия“ взривът е станал веднага при препълването и няма никаква задръжка (за каквато флотът говори в своята теория). „Сандия“ предлага теорията, че препълването може да се случи като следствие на недостатъчната подготовка на екипажа на централното оръдие, лошо разработен и изпълнен план за стрелбите и недостатъчен инструктаж, което допринася за хаотичните действия на комендорите, както и вероятно на неизправности в трамбовъчното бутало. Докладът на „Сандия“ заключава, че вероятността за възпламеняване на барута в 16-дюймовите оръдия поради препълване е такава, че са необходими мерки за предотвратяване на препълването на всяка една скорост. В доклада на Сметната палата се съдържа заключение, че взривът, предизвикан от препълване, представлява „по-рано не разпознат проблем в безопасността“. Хората на Шьобел също така информират адмирал Келсо от Пентагона за своите открития.
На 17 октомври 1991 г., 17 месеца по-късно, откакто флотът отново стартира разследването, Келсо провежда пресконференция в Пентагона, за да обяви резултатите от повторното разследване на флота. Келсо отбелязва, че флотът е похарчил за разследването 25 милиона долара. Той заявява, че флотът не намира доказателства за неправилни действия с оръдието и правдоподобна причина за случайния характер на взрива. Келсо заявява: „Първоначалното разследване е честен опит да се оценят безпристрастно всички доказателства, налични по това време. И всъщност, независимо от теорията на „Сандия“ и почти двете години последващи тестове, значителна част от научните и експертните доказателства продължават да поддържат извода на първоначалното разследване, че не може да има удовлетворителна причина за случаен характер на взрива“. Келсо добавя, че флотът също не намира и доказателства за умишлен характер на взрива. По-късно той обявява, че е заповядал на флота никога не да възлага разследвания на инцидент от такъв характер на неофициален съвет, състоящ се от един офицер. Келсо завършва доклада си с изказването на „искрени съболезнования“ на семейството на Клейтън Хартуиг и принася извиненията си на семействата на загиналите „тъй като мина толкова време и, независимо от всички положени усилия, не бе намерен ясен отговор, каква е причината за тази страшна трагедия“.

## Послеслов

### „Айова“
Кула № 2 е затворен и запечатана след ремонт и никога повече не действа. Проведен е козметичен ремонт, всички неща, свързани с ремонта, се съхраняват в самата кула.
На 26 октомври 1990 г. в Норфолк „Айова“ е изведен от състава на флота и е преведен в състава на резервния флот на националната отбрана. От 24 септември 1998 г. до 8 март 2001 г. линкорът се намира на сточнка във военноморския образователен и подготовителен център в Нюпорт. Оттам корабът е отбуксиран в Калифорния. От 21 април 2001 г. до 28 октомври 2011 г. корабът се намира на стоянка в залива Сесун близо до Сан Франциско, намирайки се в състава на резервния флот. През май 2012 г. „Айова“ е отбуксиран в порта на Лос Анджелис, където се намира и до днес действащ като плаващ музей.
В периода от август 1990 г. до февруари 1991 г. другите линкори от типа „Айова“ – „Уисконсин“ и „Мисури“ – носят бойната си служба в Персийския залив. Поддържайки бойните операции във войната в Залива, линкорите изстрелват 1182 снаряда от 16-дюймовите си оръдия, стрелбите преминават без аварии.

### Кариери
Милиган и Мицели излизат в оставка от флота през 1992 г., намирайки се в чинове контраадмирал и капитан съответно. Милиган преподава икономика във военноморското училище за следдипломно образование, след това става вицепрезидент на компанията по национално застраховане.
Капитан Мусали излиза в оставка през май 1990 г., намирайки се на същия чин. На церемонията по предаването на командването на 4 май Мусали подлага флота на критика за лошата организация на разследванията, заявявайки, че следователите са хора, които в своя стремеж да решат проблемите на „Айова“ забравят за това, че трябва да се постъпва правилно по отношение на екипажа на „Айова“. По-късно Мусали започва работа в „Локхийд Мартин“ (окръг Вашингтон). През 2001 г. Мусали прави изявление за вестник Washington Post: „Само Бог знае, какво всъщност е станало там в кулата. Ние никога нищо реално няма да направим, за да разберем това със сигурност“.
Скели е преведен на линкора „Уисконсин“, в края на 1990 г. или в началото на 1991 г., и взема пряко участие в действията на артилерията в хода на войната в Залива. През 1998 г. той излиза в оставка.
Мейер излиза в оставка през 1991 г. В своята молба за оставка той изразява недоволството си от разследванията на флота за причините на взрива и ролята на Мицели и на други офицери в него. Мейер заявява, че те действат с цел прикриване. Писмото е изпратено на вицеадмирал Джереми Бурд, който по това време заема поста началник на Главното управление по кадрите на флота. Бурд моли Мейер да махне това от писмото, но Мейер отказва. Когато Мейер се явява, за да вземе своите документи за уволнението, той открива, че неговата критика на флота и някои от офицерите е премахната от текста на писмото. Мейер получава назначение в Средния изток, където взема участие в операциите „Пустинен щит“ и „Пустинна буря“. Мейер служи на поста началник на отдела за разследвания на засегнати цивилни лица в управлението на генералния инспектор на министъра на отбраната. В качеството си на единия от двамата началника на ниво директор на програмата по защита на осведомителите към министерството на отбраната Мейер контролира процеса по проверка на заявленията на осведомителите от цивилния персонал на министерството на отбраната.
Кендъл Труит получава отказ за възстановяването му на военна служба, според съобщенията като отмъщение за неговите изказвания пред пресата и в защита на Хартуиг. Той е уволнен от служба на 9 февруари 1990 г. Труит продължава да оневинява името на Хартуиг в своите заявления към пресата.

### СМИ
Вестник New York Times през 1993 г. подлага на сурова критика флота за серията неудачни разследвания, в числото на които са скандалът на симпозиума на асоциацията Тейлхук, взривът в кулата на „Айова“, нарушенията на безопасността в американското посолство в Москва и разследването на убийството на матроса-хомосексуалист в Йокосука (Япония). Във вестника е направено заявлението: „Всяко остро запитване може да извади различни слабости във флота. Повтарящото се безхаберие говори за системен проблем във военноморската криминална служба за разследвания и провал в управлението на висшите нива“
През 1999 г. Шьобел публикува книгата Explosion Aboard the Iowa, където разказва за своето ръководство в разследването на компанията „Сандия“. Той прави заключението, че инцидентът на борда на „Айова“ и последващите събития демонстрират, че важните дела трябва да се разследват от независими групи, а не със собствени сили, в дадения случай – от флота. Той също така отбелязва проявата на злоупотреби с мощен опит да се манипулира пресата, която флотът явно предприема, за да държи под контрол утечките на информация за разследванията. Още повече, Шьобел отбелязва нечестното и безпорядъчно излагане от пресата на сенсационна информация, получена неофициално от флота. Накрая, той отбелязва, че флотът няма съответваща военноюридическа процедура по отношение на загиналия персонал.
През 1999 г. Чарлз Томпсън публикува книгата A Glimpse of Hell: The Explosion on the USS Iowa and Its Cover-Up документираща неговото разследване на взрива и последващите събития. В книгата си той подлага на доста силна критика много от офицерите на линкора, включая Мусали, а също така множество от офицерите, взели участие в последващото разследване от страна на флота и NIS. Книгата получава благоприятни отзиви и през март 1999 г. е избрана от организацията Month Club за военна книга на месеца. Томпсън заявява, че след публикуването на книгата неговата покана да прочете реч в националния военноморски музей е оттеглена, неговата книга получава забрана да се продава в магазина за книги на музея и в магазините от търговската мрежа в базите на флота по целия свят. В своето питане по повод нарушенията на принципа на свобода на информацията Томпсън привежда съобщения от електронната поща между чиновници на флота. В едно от тях, изпратено от офицер по връзки с обществеността на флота, се говори по повод Томпсън: „Аз ще въбера търговците и ще им кажа да не продават книги от този автор“. През 2001 г. телевизионния канал FX показва телевизионния филм A Glimpse of Hell заснет по мотиви от книгата на Томпсън. Филмът има рейтинг от 3,3, той е гледан от 2,7 млн зрители, което го прави най-гледаният филм за седемте години от съществуване на канала FX.
Алън Е. Дихл, бивш мениджър по безопасността във ВВС на САЩ, описва инцидента на борда на „Айова“ в своята книга Iowa incident in his 2003 book Silent Knights: Blowing the Whistle on Military Accidents and Their Cover-Ups. Дихл нарича инцидента и последващите събития най-лошият опит на военните да скрият истината, който може да съществува.
Един от епизодите на телесериала „Военноюридическа служба“ е заснета по мотиви от събитията на „Айова“.

### Съдебни искове
На 19 април 1991 г. семейството на Хартуиг дава на съд флота за „умишлено причиняване на емоционално разстройство“ съгласно федералния закон за исковете от гражданското процесуално право. На 30 юни 1992 г. Хартуиг добавят още едно обвинение, след като флотът изпраща писмо към родителите на Хартуиг с молба загиналия да встъпи в редовете на военноморския резерв. В своя иск Хартуиг избират именна тази формулировка с цел да се избегнат ограниченията по възмездяване на щетите, наложени от прецедента по делото Ферес. Министерството на отбраната изисква отклоняването на иска на Хартуиг в съответствие с принципа на държавния имунитет. Въпреки това, през май 1993 г. окръжния съдия от Кливланд Пол Р. Матия постановява, че искът на Хартуиг може да бъде приет за производство. След досъдебното следствие правителството пак подава молба за отклоняването на иска. На 26 януари 1999 г. съдията магистрат Дейвид Перелман издава препоръка за отклоняване на иска, тъй като периодът от няколкото години на досъдебната фаза показва, че за Хартуиг същественото възмездяване на щетите за клевета и тяхната необоснована жалба за клевета е недостатъчно, за да се преодолее принципа на държавния имунитет. Семейство Хартуиг протестира решението, но на 10 ноември 1999 г. окръжният съдия Соломон Оливър-младши приема препоръката за отклоняване на иска, постановявайки, че „макар да може да има място за пагубни действия на правителството, то те не могат да станат основание за иск против САЩ“.
Хартуиг също дават на съд NBC News с иск за 10 млн. долара за възмездяване на „емоционално разстройство, тъй като репортажите на Фред Френсис създават лъжлив образ на Хартуиг като масов убиец със суицидни наклоности“. В отговор NBC заявява, че те не могат да бъдат отговорни за това, тъй като информацията е постъпила при тях направо от източници в NIS. Федералният съдия отклонява иска.
Тридесет и осем члена от семействата на загинали на „Айова“ моряци подават иск против флота искайки общо 2,35 милиарда долара като обезщетение за гибелта на техните родственици при взрива. Окръжния съдия Клод М. Хилтън в град Александрия (щата Вирджиния) отклонява обединения иск, позовавайки се на прецедента в делото на Ферес.
През март 2001 г. Мусали, Мицели, Морс и Фини подават иск против автора на книгата Glimpse of Hell Томпсън, издателя на книгата – компанията W. W. Norton & Company и Дан Мейер. Ищците заявяват, че в по-голямата си част книгата съдържа клевета и лъжлива конфиденциална информация за заговор. През април 2001 г. Мортенсен подава отделен иск за сходни действия. В отговор на иска Томпсън заявява, че ще отстоява съдържанието на книгата.
През април 2004 г. Върховният съд на щата Южна Каролина отклонява иска против Томпсън и Мейер, но допуска за разглеждане иска против компанията W. W. Norton. През февруари 2007 г. искът е регулиран извънсъдебно, условията по негово разрешаване не са разкрити. Стефан Ф. де Антонио, адвокат на ищците, заявява, че неговите клиенти се чувстват „напълно оправдани“. Компанията W. W. Norton никога публично не отхвърля и не опровергава материалите от книгата на Томпсън, но изпраща писмо на бившите офицери където се казва: „Вие сте убедени, че книгата до определена степен указва за вашето участие в скриване на факти, за вашата некомпетентност, че вие заедно сте извършили престъпни действия, че сте нарушавали правилата на флота, морската практика, показали сте професионална некомпетентност. Компанията Norton съжалява за емоционалното разстройство, което сте изпитали вие и вашите семейства“.

### Панихиди
Във военноморската база в Норфлок е издигнат неголям паметник. Всяка година на 19 април в Норфолк се провежда помен, в който участват бившите членове на екипажа на „Айова“ и членове на семействата на загиналите при взрива.
В хода на церемонията от 1999 г. капитанът от флота в оставка Лари Сикист, първият командир на „Айова“ след връщането му в строй, произнася реч пред бившите членове на екипажа на „Айова“ и семействата на 47 моряци, загинали при взрива. Сикист подлага на критика флота за това, че той заблуждава семействата на загиналите за своето разследване и преследва членове на семействата на моряците, като добавя при това: „От страна на командването на флота би било добре да дойдат тук и да ви кажат нещо очи в очи, нещо от рода на „Ние молим за вашата прошка““. Представител на флота казва в отговор на това: „Всичко, което казва капитан Сикист – това е негово мнение. Това е негово право“.
Линкорът „Айова“ става кораб музей в Сан Педро, Лос Анджелис, което позволява провеждането на поменни служби на неговия борд. Първата такава служба е проведена на 19 април 2013 г. на палубата до кулата.

## Коментари
1. ↑  Макар възстановяването на „Айова“ да преминава в рамките на отделения бюджет, крайната стойност превишава планираната с 50 милиона щатски долара, главно поради извънредното заплащане към подизпълнителите и доставчиците.[3]
2. ↑  Течът на масло, вода и работна течност при централното оръдие на кула №3 е толкова силен, че екипажът нарича кулата „горски дъжд“. Никоу скоро след това е произведен в ранг контраадмирал[5]
3. ↑  Съгласно Томпсън на 25 август „Айова“, управляем от Мусали, едва избягва сблъсък с фрегатите USS Moinester (FF-1097) и USS Farragut (DDG-37) и крайцера USS South Carolina (CGN-37), поради лошата му управляемост в плитководието. В крайна сметка той засяда на плитчина в главния канал на залива близо до Thimble Shoals, но след час успява, без повреди, да слезе от плитчината и да се върне в порта[14]
4. ↑  40-годишният Скели от Декейтър, щата Илинойс посвещава своя живот на изследвания на линкорите и тяхната артилерия. Със завършване на службата си във флота Скели се връща към цивилния живот. Следващите 15 години неговата единствена постоянна работа е продажбата на кухненско оборудване. В същото време Скели продължава да служи във военноморския резерв, достигайки ранг главен унтер-офицер и се връща на действителна служба в това звание.  (Thompson, pp. 61 – 62)[17]
5. ↑  По време на изстрела Мусали заповядва на разчета на първа кула ръчно да стреля с оръдията, като използват въжета, този метод се смята за опасен и се използва само в най-крайни случаи. Командирите на първа кула отказват да изпълнят заповедта. Преди това Мусали да разбере за техния отказ, някои забелязват, че оръдията на първа кула са насочени към носа на „Айова“. Впоследствие оръдията са разредени на ръка. Другите комендори на „Айова“ не могат да подтвърдят историята на Томпсън за лявото оръдие, което стреля по своя си кораб[19]

### Печатни СМИ
- Bonner, Kit; Carolyn Bonner and Kermit Bonner. Great Naval Disasters: U.S. Naval Accidents in the 20th Century.   Zenith Press, 1998. ISBN 0-7603-0594-3.
- Diehl, Alan E. Silent Knights: Blowing the Whistle on Military Accidents and Their Cover-Ups.   University of Nebraska Press, 2003. ISBN 1-57488-544-8.
- Schwoebel, Richard L. Explosion Aboard the Iowa.   Diane Pub Co, 2001. ISBN 0-7567-6583-8.
- Shilts, Randy. Conduct Unbecoming: Gays and Lesbians in the U.S. Military.   St. Martin's Press, 1993. ISBN 0-312-34264-0.
- Thompson I. I., Charles C. A Glimpse of Hell: The Explosion on the USS Iowa and Its Cover-Up.   W. W. Norton, 1999. ISBN 0-393-04714-8.
- Vistica, Gregory. Fall From Glory: The Men Who Sank the U.S. Navy.   Touchstone, 1997. ISBN 0-684-83226-7.
- Vogel, Steve. Deadly Blast Haunts Battleship's Skipper //  The Washington Post.   2001-03-18.

### Интернет
- Associated Press. U.S.S. Iowa Returns to Port //  The New York Times.   1989-12-08. Посетен на 2008-01-02.
- Associated Press. Court allows Iowa officers to sue book publisher //  Jelsoft Enterprises Ltd.    Архивиран от оригинала на 2013-02-12. Посетен на 2007-05-09.
- Associated Press. Defamation suit over USS Iowa book settled //  ABCmoney.co.uk.   2007. Посетен на 2008-12-09.
- Blue, Dan. Framed at Sea: How Navy officers tried blame 47 deaths on a sailor by calling him gay //  San Francisco Chronicle.   1999-06-13. Посетен на 2008-11-19.
- Charles, Dan. Battleship blast was accident, not suicide (Magazine article) //  New Scientist.   1991-09-14.  Архивиран от оригинала на 2013-02-14. Посетен на 2008-10-19.
- Conahan, Frank C. Battleships, issues arising from the explosion aboard the USS Iowa.   The Office of the Distributor, Government Accountability Office, 1990. ASIN B00010DRDG.
- DiGiulian, Tony. United States of America 16"/50 (40.6 cm) Mark 7 //   Navweaps.com, 2008-11-03.  Архивиран от оригинала на 2013-02-14. Посетен на 2008-12-22.
- Dorsey, Jack. Ten years after Iowa tragedy, only evidence left is memories //  Virginian-Pilot.   1999-04-17. Посетен на 2007-05-09.
- Engelberg, Stephen. Navy Finding on Iowa Blast Is Drawing Criticism //  The New York Times.   1989-11-05. Посетен на 2008-01-02.
- Garzke, William H., Jr.; Robert O. Dulin, Jr. Battleships.   Annapolis, Maryland, Naval Institute Press, 1995. Архив на оригинала от 2007-03-11 в Wayback Machine.
- Gordon, Michael R. Navy Reopens Iowa Blast Inquiry After Ignition in Gunpowder Test //  The New York Times.   1990-05-25. Посетен на 2008-01-02.
- Government Accountability Office (GAO). U.S.S. Iowa Explosion: Sandia National Laboratories' Final Technical Report.   The Office of the Distributor, Government Accountability Office, 1991.
- Government Accountability Office (GAO). Battleships, issues arising from the explosion aboard the USS Iowa.   The Office of the Distributor, Government Accountability Office, January 1991.

### Аудио/видео
- History Undercover: USS Iowa Explosion //   A & E Home Video, 2001.
- A Glimpse of Hell //   20th Century Fox Television, 2001. Independent review

### Други СМИ
- Michaud, Stephen G.; Roy Hazelwood. The Evil That Men Do: FBI Profiler Roy Hazelwood's Journey into the Minds of Sexual Predators.   St. Martin's Press, 1999. ISBN 0-312-97060-9. – Roy Hazelwood, a former member of the FBI’s Behavioral Science Unit, in this book defends his work as a member of the FBI team which concluded in an „equivocal death analysis“ that Hartwig had likely intentionally caused the Iowa explosion.
- Milligan, Richard D. Investigation to inquire into the explosion in number two turret on board USS Iowa (BB 61) which occurred in the vicinity of the Puerto Rico operating area on or about 19 April 1989.   Secretary of the Navy, 1989. ASIN B00071T0DU. – The official report on the US Navy’s first investigation into the explosion conducted by Milligan. Excerpts from this report are reprinted in Schwoebel’s book listed above.

|  | Тази страница частично или изцяло представлява превод на страницата „Взрыв в башне линкора „Айова“ (1989)“ в Уикипедия на руски. Оригиналният текст, както и този превод, са защитени от Лиценза „Криейтив Комънс – Признание – Споделяне на споделеното“, а за съдържание, създадено преди юни 2009 година – от Лиценза за свободна документация на ГНУ. Прегледайте историята на редакциите на оригиналната страница, както и на преводната страница, за да видите списъка на съавторите. ВАЖНО: Този шаблон се отнася единствено до авторските права върху съдържанието на статията. Добавянето му не отменя изискването да се посочват конкретни източници на твърденията, които да бъдат благонадеждни. |